# Igreja da Maria Imaculada, Refúgio dos Pecadores
A Igreja da Maria Imaculada, Refúgio dos Pecadores é uma igreja Católica Romana em Rathmines, Dublin. A igreja foi originalmente projectada por Patrick Byrne e posteriormente ampliada por William Henry Byrne, que acrescentou um pórtico e frontão.
A igreja ficou destruída em janeiro de 1920 por um incêndio, mas foi reconstruída e reaberta em 1922.